# Teresa Magbanua
Teresa Ferraris Magbanua, née Teresa Magbanua y Ferraris entre 1863 et 1871 à Pototan et morte en août 1947 à Pagadian, était une enseignante, révolutionnaire et militaire philippine. Surnommée la « Jeanne d’Arc bisaya », elle fut l’une des rares femmes à prendre les armes contre l’Espagne lors de la révolution philippine de 1896-1898. Elle combattit ensuite contre les États-Unis dans la guerre américano-philippine et soutint la résistance à l’occupation japonaise durant la Seconde Guerre mondiale.
Il n’existe pas de trace de ses promotions militaires, mais de nombreux textes lui attribuent honorifiquement le titre de « général ».

## Biographie

### Jeunesse
Teresa Magbanua naquit à Pototan (province d’Iloilo) dans un milieu aisé, son père Juan Magbanua, étant juge et sa mère, Alejandra Ferraris, fille de militaire. Plusieurs dates de naissance lui sont attribuées selon les sources : 13 octobre 1863, 13 octobre 1868 ou 4 novembre 1871. Elle était la seconde d’une fratrie de six : Maria, Paz, Manuel, Pascual et Elias. Elle semble avoir été une enfant précoce, vive, impatiente et pas effrayée par les garçons, selon une de ses sœurs.
Teresa Magbanua se forma à l’enseignement au Colegio de San José de Iloilo, puis à Manille au sein du Colegio de Santa Rosa (1894), du Colegio de Santa Catalina (1886) du Colegio de Doña Cecilia (où elle obtint un certificat d’enseignement en 1894) et enfin de l’université de Santo Tomas où elle obtint un master. Elle retourna ensuite à Pototan pour enseigner, semble-t-il de manière très stricte. Quatre ans plus tard, elle déménagea à Sara au nord, où elle rencontra Alejandro Balderas qui devint son époux en 1898. Ce dernier étant aisé, elle cessa de travailler et se concentra sur son foyer et le domaine de son mari. Elle apprit également le tir et l’équitation.

### Révolution philippine
La révolution philippine éclata en 1896 à Luzon entre les colons espagnols et les insurgés du Katipunan, que Teresa Magbanua rejoignit. Bien que les femmes étaient largement exclues de l’armée révolutionnaire, le Katipunan leur reconnaissait un rôle à jouer dès 1893 en créant une section dédiée aux femmes,. En octobre 1898, la révolution atteignit la province d’Iloilo et deux des frères de Teresa prirent les armes. Teresa Magbanua voulait aussi soutenir la lutte armée, et, ignorant l’opposition de son époux, elle rejoignit son oncle Perfecto Poblador qui commandait alors les troupes de la révolution dans la nord de l’île. Bien qu’hésitant, Poblador céda et lui donna le commandement d’un bataillon de combat à l’arme blanche (bolo). 
Teresa Magbanua prit part à plusieurs affrontements. Le 3 décembre 1898, ses hommes défont les Espagnols à la bataille de Barrio Yoting, qui eut lieu à Pilar. C’était sa première bataille, qu’elle dirigea avec brio et qui lui valut dès lors de surnom de « Jeanne d’Arc bisaya »,. Parmi ses troupes, elle était aussi appelée « Nanay Isa » ou « Nay Isa » (nanay signifie en tagalog « mère », et isa est un diminutif de son nom).
Peu après, elle gagna derechef la bataille de Sapong près de Sara. À la suite de ces victoires, elle se joignit aux troupes venues de la province d’Antique, commandée par le général Leandro Fullon, pour marcher sur Iloilo, principale ville de l’île de Panay. Le 24 décembre 1898, elle participa à la libération d’Iloilo aux côtés de plusieurs généraux, dont Martin Delgado, Roque Lopez et Quintin Salas. Son rôle était d’aider à l’encerclement de la ville, avant l’assaut des hommes de Delgado.

### Guerre américano-philippine
Teresa Magbanua reprit les armes pour la guerre américano-philippine qui fut déclarée en 1899, et prit part à de nombreuses batailles contre les Américains, tout comme ses frères Pascual et Elias (respectivement général et major). Le 11 février 1899, elle combattit à la bataille d'Iloilo. Avec d’autres commandants comme Delgado, elle y connut la défaite contre les forces du général de brigade Marcus Miller, qui apparemment ne connurent aucune perte. Le 10 mars 1899, elle participa à la bataille de Balantang avec son frère Pascual. Cette fois victorieux, les Philippins purent reprendre Jaro aux Américains. Teresa Magbanua fut célébrée pour cette victoire, paradant à la tête de ses troupes à cheval. Toujours en 1899, elle prit part è la défense de la ligne Balantang-Tacas-Jiabo.
Teresa Magbanua fut très affectée par la mort de ses deux frères engagés dans le conflit,. Elle commença à utiliser des tactiques de guérilla après la chute du quartier général de Santa Barbara, mais dut finalement se rendre en 1900. Elle retourna s’occuper du domaine agricole de son mari.

### Fin de vie
Elle n’eut pas de rôle militaire durant la Seconde Guerre mondiale, mais aida du mieux possible la résistance à l’occupation japonaise, fournissant vivres et matériels pour la guérilla locale. Son mari décéda peu après le début de la guerre, si bien qu’elle vendit son domaine pour financer la résistance.
Après la guerre, elle s’installa à Pagadian sur l’île de Mindanao pour y vivre avec sa sœur Maria. Elle ne se remaria pas et n’eut donc aucun enfant. Elle mourut en août 1947. Ses obsèques se déroulèrent dans l’intimité.

## Héritage
Bien que moins célèbre que ses frères, Teresa fut reconnue pour son courage et son engagement. Des rues portent son nom à Pototan et Iloilo, ainsi que des récompenses (notamment le prix Gawad Teresa Magbanua donné aux enseignants à Davao et le prix Teresa Magbanua pour les droits des femmes et des enfants à Iloilo). Depuis 2006, sa mémoire est officiellement commémorée le 13 octobre à Pototan.

## Dans la culture
Elle est mise en scène dans deux séries TV : Bayani en 1992 (jouée par Jacklyn Jose) et Katipunan en 2013 (jouée par Mercedes Cabral).